# Hiroaki Morishima
Hiroaki Morishima (Hiroshima, Prefectura d'Hiroshima, Japó, 30 d'abril de 1972) és un exfutbolista japonès.

## Selecció japonesa
Hiroaki Morishima va disputar 64 partits amb la selecció japonesa.